# Gmina Hlohov
Gmina Hlohov (polsky Gmina Głogów) je polská vesnická gmina v okrese Hlohov v Dolnoslezském vojvodství. Sídlem gminy je město Hlohov. V roce 2020 zde žilo 6 845 obyvatel.
Gmina má rozlohu 84,8 km² a zabírá 19,1 % rozlohy okresu. Skládá se z 13 starostenství.

## Části gminy
Starostenství
Borek, Bytnik, Grodziec Mały, Klucze, Krzekotów, Przedmoście, Ruszowice, Serby, Stare Serby, Szczyglice, Turów, Wilków, Zabornia